# 211緊急呼救
《211緊急呼救》（英語：211）是一部2018年美國搶劫動作片，由耶克·沙克萊頓執導並與約翰·李巴斯（John Rebus）共同撰寫劇本。其主演包括尼可拉斯·凱吉、科里·哈德里克、小麥可·雷尼（Michael Rainey Jr.）、歐利·普費弗及衛斯頓·凱吉（Weston Cage）。該片2018年6月8日在美國上映。

## 劇情
故事敘述一名老鳥警察在退休前夕隨著搭檔及法定隨同的少年在街區巡邏，但三人卻遇上了一場銀行搶案，而使他們在與劫匪們交火時陷入困境。

## 演員
- 尼可拉斯·凱吉飾演麥克·錢德勒（Mike Chandler）
- 科里·哈德里克（英语：Cory Hardrict）飾演漢森（Hanson）
- 小麥可·雷尼（Michael Rainey Jr.）飾演肯尼（Kenny）
- 歐利·普費弗（英语：Ori Pfeffer）飾演特雷（Tre）
- 衛斯頓·凱吉（Weston Cage）飾演路克（Luke）
- 蘇菲·斯克爾頓（英语：Sophie Skelton）飾演麗莎·麥艾維（Lisa MacAvoy）
- 德韋恩·卡麥隆（英语：Dwayne Cameron）飾演史提夫·麥艾維（Steve MacAvoy）

## 製作
2017年1月27日，尼可拉斯·凱吉加入搶劫電影《211緊急呼救》的演出。2017年4月，當該片於保加利亞拍攝時，凱吉在過程中不慎跌斷腳踝，使他得回到紐約市接受治療手術，需休息至少兩週才能回歸拍攝。

## 外部連結
- 互联网电影数据库（IMDb）上《211緊急呼救》的资料（英文）
- 豆瓣电影上《代码211 211 (2018)》的資料 （简体中文）
- 開眼電影網上《211緊急呼救 211》的資料（繁體中文）